# Архангельская, Людмила Михайловна
Людми́ла Миха́йловна Арха́нгельская (21 сентября 1896 — 13 августа 1975) — врач-офтальмолог, организатор здравоохранения. Заслуженный врач РСФСР. Специализировалась на трахоме.

## Биография
В 1924 году окончила медицинский факультет Томского университета.
1 июня 1935 года направлена в Шумерлинскую поликлинику на должность окулиста.
В 1928—1937 годах провела около 15 тысяч операций по лечению осложнений трахомы.
Избиралась депутатом Шумерлинского районного и Верховного Совета Чувашской АССР.

## Награды
- два ордена Трудового Красного Знамени (1943, 1951)
- орден Знак Почета (1950)
- Заслуженный врач РСФСР
- Заслуженный врач Чувашской АССР
- занесена в Книгу Трудовой Славы Чувашской АССР (1953)